# Lyssomanes jemineus
Lyssomanes jemineus là một loài nhện trong họ Salticidae.
Loài này thuộc chi Lyssomanes. Lyssomanes jemineus được Peckham & Wheeler miêu tả năm 1889.